# وزارة البنية التحتية والنقل والتنمية الإقليمية والاتصالات والفنون
وزارة البنية التحتية والنقل والتنمية الإقليمية والاتصالات والفنون (بالإنجليزية: Department of Infrastructure, Transport, Regional Development, Communications and the Arts)‏، معروفة سابقًا باسم وزارة البنية التحتية والنقل والتنمية الإقليمية والاتصالات، هي وزارة في الحكومة الأسترالية مسؤولة عن برامج البنية التحتية والنقل والتنمية الإقليمية والاتصالات والشؤون الثقافية والفنون. تشكلت الوزارة في 1 فبراير 2020 من وزارتي البنية التحتية والنقل والمدن والتنمية الإقليمية ووزارة الاتصالات والفنون.